# Râul Mânăstirii
Râul Mânăstirii este un curs de apă, al optulea afluent de stânga (din nouă) al râului Almaș (Someș), care este, la rândul său, al patrusprezecelea afluent de stânga din treizeci ai râului Someș.

## Generalități
Râul Mânăstirii izvorăște din Munții Meseș, se găsește integral în Județul Sălaj, nu are afluenți semnificativi și trece doar prin localitatea Chendrea, unde se varsă apoi în emisarul său, Almaș.

## Hărți
- Harta interactivă - județul Sălaj  Arhivat în 5 septembrie 2009, la Wayback Machine.